# Sférmion
Na extensão supersimétrica do Modelo Padrão da física de partículas, um sférmion é uma s-partícula hipotética de spin 0 de seu férmion associado. Cada partícula tem uma s-partícula, cujo spin difere ⁠1/2⁠ entre as duas. No Modelo Padrão, os férmions têm spin-½ e, portanto, os sférmions têm spin 0.
O nome "sférmion" foi formado pela regra geral de colocar um prefixo "s" ao nome de sua s-partícula, denotando-se que é um bóson escalar com spin 0. Por exemplo, a s-partícula do elétron é o selétron e a do quark top é o squark stop.
Uma consequência da supersimetria é que s-partículas têm o mesmo número de gauge que suas parceiras no Modelo Padrão. Isso significa que pares s-partícula–partícula têm carga de cor, isospin fraco e hipercarga (e consequentemente carga elétrica) iguais. A supersimetria ininterrupta também implica que esses pares tenham a mesma massa. Evidentemente, não é o caso, uma vez que, desse modo, as s-partículas já teriam sido detectadas. Assim, s-partículas devem ter massas diferentes das de suas parceiras e assim a supersimetria é interrompida.

## Sférmions fundamentais

### Squarks
Squarks (também conhecidos como quarkinos) são as s-partículas dos quarks. Esses incluem os squarks sup, sdown, scharm, sstrange, stop e sbottom.
| Squark           | Simbolo                      | Quark associado | Símbolo           |
| ---------------- | ---------------------------- | --------------- | ----------------- |
| Primeira geração |                              |                 |                   |
| Squark sup       | {\displaystyle {\tilde {u}}} | Quark up        | {\displaystyle u} |
| Squark sdown     | {\displaystyle {\tilde {d}}} | Quark down      | {\displaystyle d} |
| Segunda geração  |                              |                 |                   |
| Squark scharm    | {\displaystyle {\tilde {c}}} | Quark charm     | {\displaystyle c} |
| Squark sstrange  | {\displaystyle {\tilde {s}}} | Quark strange   | {\displaystyle s} |
| Third generation |                              |                 |                   |
| Squark stop      | {\displaystyle {\tilde {t}}} | Quark top       | {\displaystyle t} |
| Squark sbottom   | {\displaystyle {\tilde {b}}} | Quark bottom    | {\displaystyle b} |

### Sléptons
Sléptons são as s-partículas dos léptons. Esses incluem selétron, smúon, stau e seus sabores de sneutrino correspondentes.
| Slépton               | Símbolo                                 | Lépton associado    | Símbolo                      |
| --------------------- | --------------------------------------- | ------------------- | ---------------------------- |
| Primeira geração      |                                         |                     |                              |
| Selétron              | {\displaystyle {\tilde {e}}}            | Elétron             | {\displaystyle e}            |
| Sneutrino de selétron | {\displaystyle {\tilde {\nu }}_{e}}     | Neutrino de elétron | {\displaystyle \nu _{e}}     |
| Segunda geração       |                                         |                     |                              |
| Smúon                 | {\displaystyle {\tilde {\mu }}}         | Múon                | {\displaystyle \mu }         |
| Sneutrino de smúon    | {\displaystyle {\tilde {\nu }}_{\mu }}  | Neutrino de múon    | {\displaystyle \nu _{\mu }}  |
| Third generation      |                                         |                     |                              |
| Stau                  | {\displaystyle {\tilde {\tau }}}        | Tau                 | {\displaystyle \tau }        |
| Sneutrino de stau     | {\displaystyle {\tilde {\nu }}_{\tau }} | Neutrino de tau     | {\displaystyle \nu _{\tau }} |